# Halterofília als Jocs Olímpics d'estiu de 1992
Als Jocs Olímpics d'Estiu de 1992 celebrats a la ciutat de Barcelona (Catalunya) es disputaren deu proves d'halterofília, totes elles en categoria masculina. Les proves es realitzaren el dia 26 de juliol de 1992 al Pavelló de l'Espanya Industrial.
Participeren un total de 244 halters de 69 comitès nacionals diferents.

## Resum de medalles
| Prova     | Or                   | Argent            | Bronze                |
| – 52 kg   | Ivan Ivanov          | Lin Qisheng       | Traian Cihărean       |
| – 56 kg   | Chun Byung-Kwan      | Liu Shoubin       | Luo Jianming          |
| – 60 kg   | Naim Süleymanoğlu    | Nikolai Peixalov  | He Yingqiang          |
| – 67.5 kg | Israil Militosyan    | Yoto Yotov        | Andreas Behm          |
| – 75 kg   | Fedor Kassapu        | Pablo Lara        | Kim Myong-Nam         |
| – 82.5 kg | Pirros Dimas         | Krzysztof Siemion | No es concedí         |
| – 90 kg   | Kakhi Kakhiashvili   | Serguei Syrtsov   | Sergiusz Wolczaniecki |
| – 100 kg  | Vikkor Tregubov      | Timour Taimazov   | Waldemar Malak        |
| – 110 kg  | Ronny Weller         | Artour Akoev      | Stefan Botev          |
| + 110 kg  | Alexander Kurlovitch | Leonid Taranenko  | Manfred Nerlinger     |

1. ↑  L'halter de l'Equip Unificat Ibragim Samadov fou desqualificat després de llançar al terra la seva medalla i abandonar la cerimònia d'entrega d'aquestes. El Comitè Olímpic Internacional (COI) decidí no guardonar el quart classificat, el nord-coreà Chon Chol Ho, al considerar que l'ofensa realitzada per Samadov no fou feta en el context de la competició sinó que fou deguda a una falta d'esportivitat.

## Medaller
| Posició | País            | Or | Argent | Bronze | Total |
| 1       | Equip Unificat  | 5  | 4      | 0      | 9     |
| 2       | Bulgària        | 1  | 2      | 1      | 4     |
| 3       | Alemanya        | 1  | 0      | 2      | 3     |
| 4       | Corea del Sud   | 1  | 0      | 0      | 1     |
| 4       | Grècia          | 1  | 0      | 0      | 1     |
| 4       | Turquia         | 1  | 0      | 0      | 1     |
| 7       | R.P. de la Xina | 0  | 2      | 2      | 4     |
| 8       | Polònia         | 0  | 1      | 2      | 3     |
| 9       | Cuba            | 0  | 1      | 0      | 1     |
| 10      | Corea del Nord  | 0  | 0      | 1      | 1     |
| 10      | Romania         | 0  | 0      | 1      | 1     |